# Naufragio

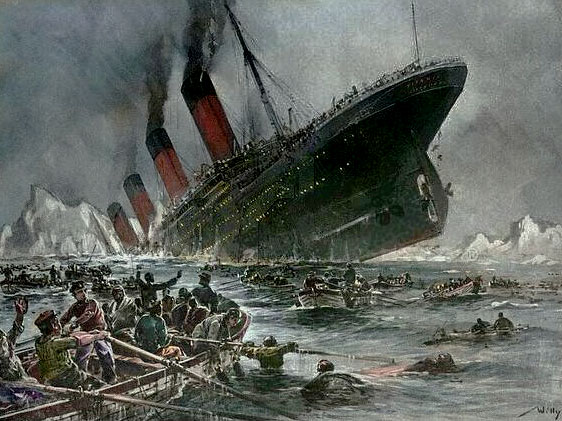
Ilustración del naufragio del Titanic según un grabado de 1912. Este naufragio es muy conocido y quizás el más famoso. En él murieron 1512 personas.

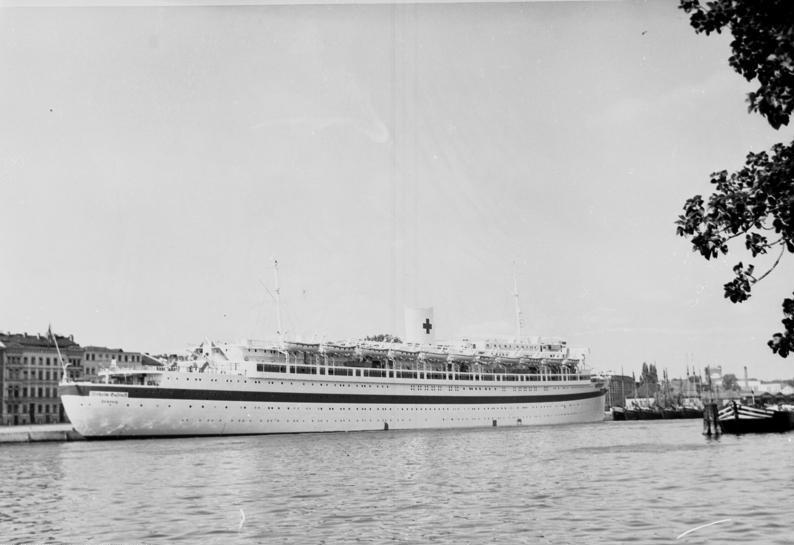
El naufragio del transantlántico alemán ', torpedeado por un submarino soviético durante la Segunda Guerra Mundial, es la mayor pérdida de vidas humanas con más de 9000 muertos.

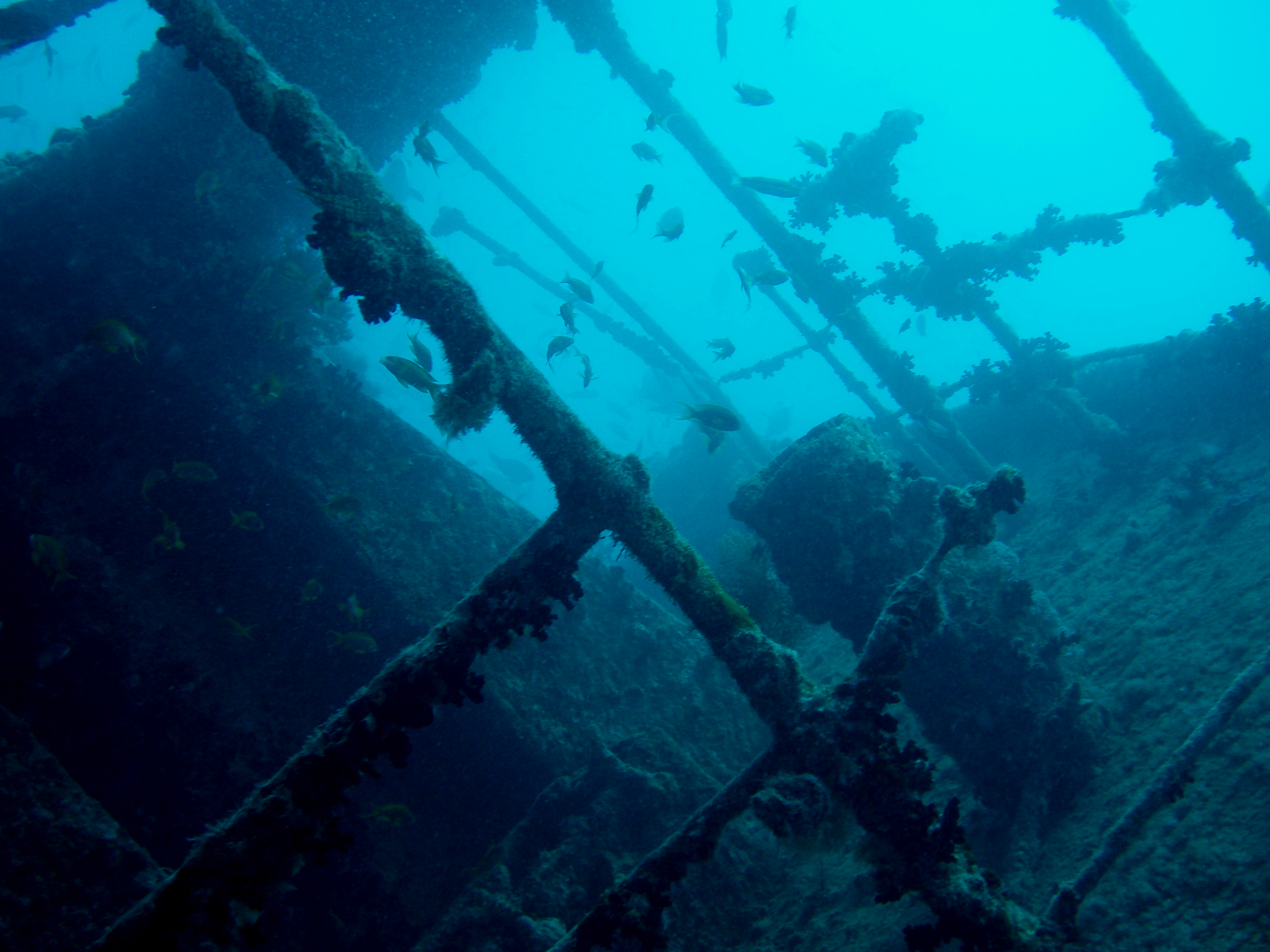
Pecio del '. Los restos de un naufragio a menudo son visitados por exploradores y submarinistas, y son importantes tanto por su valor cultural —permite estudiar distintas épocas y culturas— como por su valor ecológico —se crea un microhábitat en torno a sus restos—.

Un naufragio es la pérdida de una embarcación en el mar, río o lugares navegables.

## Historia
Entre los griegos y los romanos era habitual representar en un cuadro la escena del naufragio del que se habían salvado. Cuando en él habían perdido todos sus bienes, se servían del mismo cuadro o pintura para excitar la compasión de aquellos a quienes contaban sus desgracias. Solían colgarse el cuadro del cuello y explicaban sus aventuras y lo que aquel representaba por medio de canciones que expresaban su miseria. 
Por lo común, todo aquel que se había salvado de un naufragio, al llegar a la tierra se hacía cortar el cabello y otros, en el acto mismo del naufragio y lo sacrificaban al mar. Además, solían colgar sus vestidos húmedos en un templo de Neptuno con otro cuadro a manera de exvoto que representaba el naufragio. Aquellos cuyas desgracias habían sido tantas que no les quedaba ni para procurarse un cuadro, se contentaban con llevar un palo adornado de banderola e iban con él por los pueblos contando su historia. 
En escritos de Petronio, se lee que aquellos que estaban en peligro inminente de naufragar se cortaban los cabellos y colgaban de su cuello algunas piezas de oro o algún otro objeto precioso a fin de excitar y recompensar la piedad de aquellos que les dieran sepultura. Los romanos legislaron con gran espíritu de justicia castigando el latrocinio de los que saqueaban y mataban a los náufragos.
En tiempo de los visigodos, según Montesquieu, se estableció el derecho bárbaro e insensato de naufragio. Los hombres, según el autor, pensaron que los extranjeros no les estaban unidos por ningún lazo ni comunicación del derecho civil y, creyendo no deberles ninguna especie de justicia, no tenían tampoco con ellos ninguna clase de piedad. Así, pueblos bárbaros inmolaban a sus dioses o su avaricia, los extranjeros que un naufragio arrojaba a su costa.

## Causas y motivos habituales

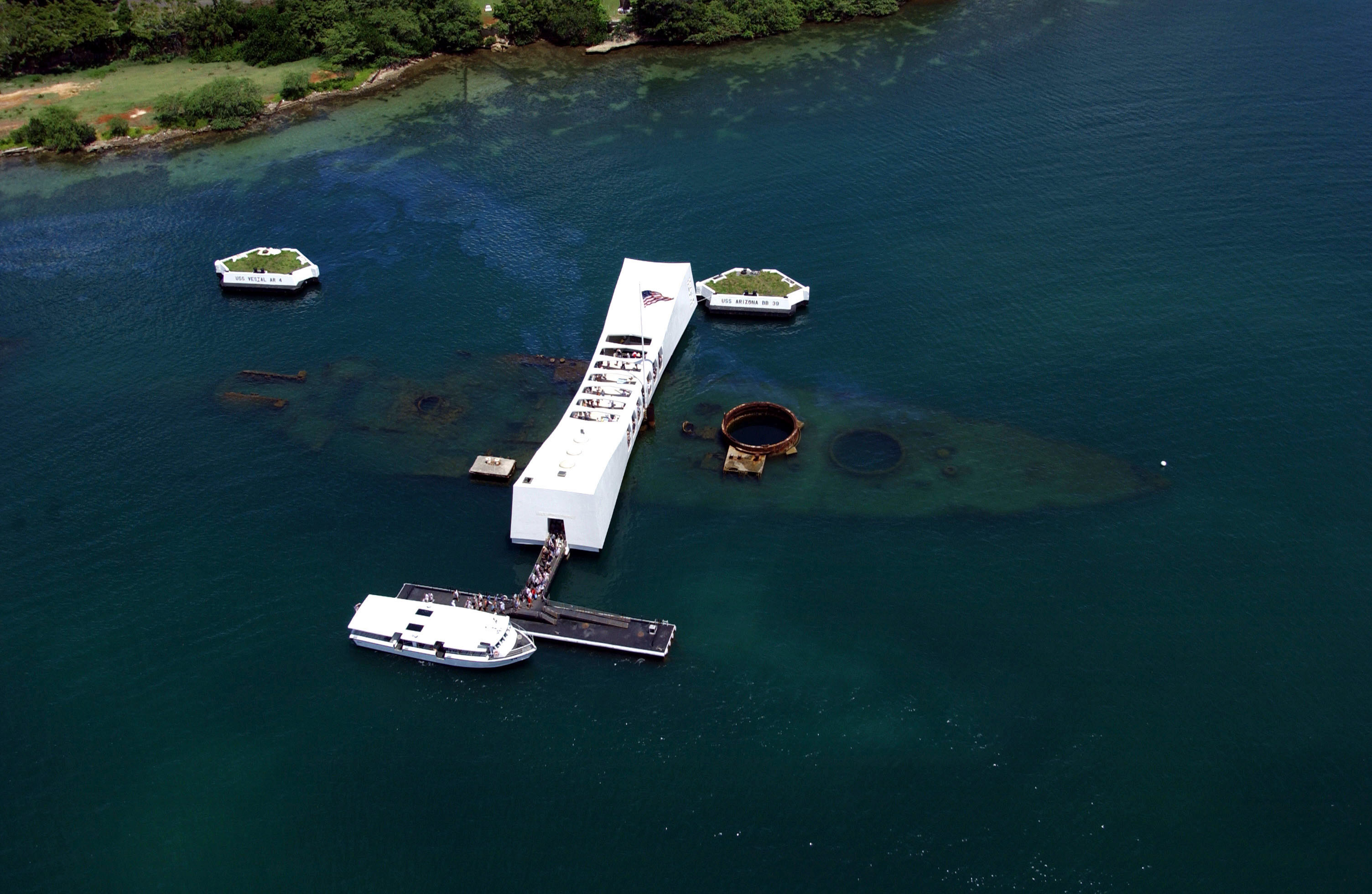
Una vista aérea de los restos del USS Arizona con un tour en un bote de la Armada atracado en el muelle para visitar sus restos, tras el ataque a Pearl Harbor el 7 de diciembre de 1941. El pecio se puede ver debajo del monumento. Es el caso más conocido de un naufragio convertido en atracción turística.

Las causas pueden ser muy variadas, por lo general son por efectos de tormentas o huracanes; o bien por efecto de guerras.
Un barco que se encalla en la costa no es considerado naufragio hasta cuando es desguazado en el sitio, siendo dado por pérdida total por sus dueños o compañías de seguros.
Los lugares de naufragios muchas veces son motivo de atracción turística como es el caso del SS America frente a Fuerteventura en las Islas Canarias, el naufragio del Napo en las costas de Chile o el SMS Dresden en isla Juan Fernández del mismo país.

### Causas directas
- Vía de agua: perforación del casco que permite la entrada de agua en la parte sumergida de aquel.
- Inestabilidad: inclinación de la nave hasta un extremo que impide que esta vuelva a estabilizarse.
- Causa meteorológica: precipitaciones y fenómenos meteorológicos pueden provocar la inestabilidad del buque, así como causar su impacto contra sólidos que provocarán daños en el casco, y que pueden suponer la aparición de vías de agua.
- Fallo de navegación: error de origen humano o tecnológico que supone la colisión del buque contra rocas sumergidas (agujas de mar), icebergs o contra otros navíos (colisión de buques).
- Daños provocados: destrucción intencionada de la nave, que normalmente está motivada por la existencia de una guerra o conflicto. En este caso, los daños pueden estar causados por multitud de actuaciones, desde el sabotaje hasta el impacto de proyectiles, misiles y torpedos.

## Naufragios famosos

### En tiempos de guerra
- HMHS Britannic, se hundió el 21 de noviembre de 1916 por una mina o un torpedo, en el canal de Kea (Grecia), con unas 29 víctimas mortales y 1096 sobrevivientes
- Wilhelm Gustloff, transatlántico alemán hundido el 31 de enero de 1945 por un submarino soviético, provocando entre 8800 y 9300 muertos, la mayoría de ellos refugiados, entre ellos muchos niños. Es el mayor naufragio registrado de la historia.
- Armeniya barco hospital soviético hundido por la aviación alemana el 7 de noviembre de 1941 frente a las costas de la península de Crimea. Entre 5000 y 7000 muertos.
- Goya, barco hospital alemán, 2 de enero de 1945. Con 6000 muertos.
- Cap Arcona, crucero de lujo alemán que, cargado con presos de los campos de concentración de Neuengamme y Stutthof, fue hundido el 3 de mayo de 1945 por la aviación británica. Se calculan unos 4500 muertos.
- Yamato, acorazado japonés, 7 de abril de 1945, 2475 muertos.
- SS La Provence. El 26 de febrero de 1916, este crucero auxiliar de transporte de tropas francés fue torpedeado y hundido por un sumergible alemán en el Mediterráneo. Sobrevivieron 742 hombres de un total de 3130.
- RMS Lancastria, transatlántico británico bombardeado por aviones alemanes el 17 de junio de 1940. Se calculan unos 4000 muertos.
- Bismarck, acorazado alemán, 27 de mayo de 1941, 2100 muertos.
- HMS Queen Mary, crucero británico de batalla que, durante la batalla de Jutlandia, el 31 de mayo de 1916, fue hundido por la armada imperial alemana. De sus 1275 tripulantes, solo consiguieron sobrevivir 9.
- Tirpitz, acorazado alemán (gemelo del Bismark), hundido el 12 de noviembre de 1944 por la aviación británica. Se calculan entre 950 y 1204 fallecidos de los 1600 oficiales y marineros de la tripulación.
- RMS Lusitania, transatlántico británico, 7 de mayo de 1915, 1195 muertos.
- HMS Invincible, crucero británico de batalla que, durante la batalla de Jutlandia, el 31 de mayo de 1916, fue hundido por la armada imperial alemana. De sus 1032 tripulantes, solo consiguieron sobrevivir 6.
- Musashi, acorazado japonés, 24 de octubre de 1944, 1023 muertos.
- HMS Royal Oak, acorazado británico, 14 de octubre de 1939, 883 muertos.
- ARA General Belgrano, crucero ligero de la Armada Argentina, hundido durante la guerra de Malvinas en 1982 por un submarino británico, con 323 muertos y más de 1000 heridos.
- HMS Sheffield, Destructor británico hundido en la guerra de las malvinas a causa de un misil exocet lanzado desde un Super Étendard de la aviación naval militar argentina, fue atacado el 4 de mayo de 1982, finalmente se hundió el 10 de mayo del mismo año. Murieron 21 tripulantes.
- SS Thistlegorm, carguero británico, 6 de octubre de 1941, 9 muertos de 48 tripulantes.
- SMS Dresden, crucero ligero alemán, 5 de marzo de 1915, 7 muertos.

### En tiempos de paz

El desastre de Honda Point es la mayor pérdida de buques en tiempo de paz de la Armada estadounidense (7 destructores).

- RMS Titanic, transatlántico británico, 14–15 de abril de 1912, unos 1500 muertos tras chocar con un iceberg y hundirse. Probablemente sea el naufragio más famoso y estudiado de la historia.
- MV Doña Paz: un transbordador que colisionó accidentalmente el 20 de diciembre de 1987 contra el petrolero MT Vector, muriendo entre 4341 y 4375 personas. Actualmente es el mayor naufragio sufrido por una embarcación en tiempos de paz.
- Le Joola, buque senegalés, tardó menos de cinco minutos en hundirse frente a la costa de Gambia en septiembre de 2002. El número de pasajeros registrados era de 1046, sin embargo se calcula que había a bordo más de 2000 personas, ya que niños menores de cinco años de edad viajaban sin pasaje, lo mismo que otros adultos que subieron al buque en las islas de tránsito. Sobrevivieron 62 personas.
- M/S Estonia, septiembre de 1994, ocurrido a unos 100 kilómetros de la costa sueca, de los 1051 pasajeros que estaban a bordo 139 salieron con vida.
- RMS Empress of Ireland, barco canadiense que transportaba a bordo a 1477 personas, se hundió el 29 de mayo de 1914 en el golfo de San Lorenzo, Canadá. Del naufragio salieron con vida 217 pasajeros y 248 miembros de la tripulación. La nave tardó 17 minutos en hundirse.
- Eastland, barco de excursiones estadounidense. Tardó unos seis minutos en hundirse tras dejar el embarcadero del puerto de Chicago, el 24 de julio de 1915. De las 2572 personas que llevaba, perecieron entre 850 y 2000 según diferentes estimaciones.
- HMS Sussex, velero británico, 1 de marzo de 1694, 490 muertos.

### Por tratarse de barcos españoles
- Castillo de Olite, mercante utilizado como transporte de tropas, fue cañoneado por las baterías de defensa costera de Cartagena en las postrimerías de la Guerra Civil Española, 1476 fallecidos.
- Baleares, crucero del bando sublevado, hundido en la batalla del Cabo de Palos en 1937, 786 muertos.
- Príncipe de Asturias, trasatlántico, 5 de marzo de 1916, en uno de sus viajes entre Barcelona y Buenos Aires, chocó con un arrecife en la costa brasileña. De un total de 588 personas que viajaban a bordo, solo se salvaron 143, más de la mitad de ellos pertenecientes a la tripulación.
- Reina Regente, crucero protegido, en el estrecho de Gibraltar, 420 tripulantes (toda su dotación), en 1895.
- Santa María Magdalena, fragata de la Marina de Guerra, naufragó junto con el bergantín Palomo en 1810 en la costa de Galicia. De la fragata solo sobrevivieron 3 personas (480 muertos). Del bergantín murieron 550 personas.
- C-3, submarino del bando republicano, que debió de ser hundido el 12 de diciembre de 1936 frente a las costas de Málaga, previsiblemente por el submarino alemán U-34, con 37 muertos y 3 supervivientes.

### Con ataque de tiburones

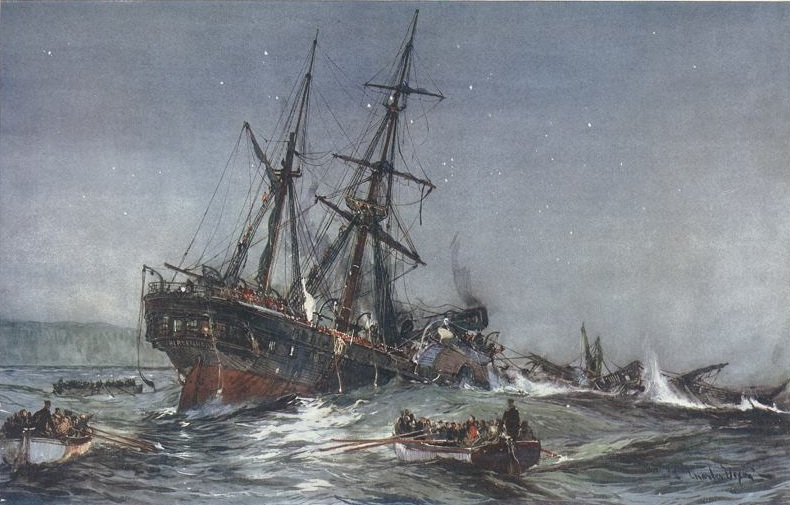
Pintura que representa el hundimiento del HMS Birkenhead. Muchos de los náufragos fueron devorados por tiburones.

- USS Indianapolis (CA-35); hundido el 30 de julio de 1945 por un submarino japonés. Aproximadamente 400 hombres murieron en el naufragio. Otros 500 lo hicieron a manos de los tiburones durante los días siguientes. Solo hubo 300 supervivientes. La tragedia del Indianápolis fue citada en la película Tiburón de Steven Spielberg: uno de los protagonistas, veterano de guerra (encarnado por el actor Robert Shaw), revelaba que había sido náufrago de dicho barco y que tenía fobia a los escualos.
- HMS Birkenhead; navío británico de transporte de tropas que, el 26 de febrero de 1852, chocó con un arrecife en la costa sudafricana. Tardó en hundirse unos 30 minutos. De las 680 personas que iban a bordo (la mayoría soldados) varias fueron devoradas por una manada de tiburones, otras no sabían nadar o se ahogaron. Unas 165 pudieron salvarse en botes salvavidas y 60 llegaron nadando a la costa. En total, 455 víctimas mortales.

### Naufragios en agua dulce
- Barco vapor SS Sultana. El 27 de abril de 1865 se hundió tras una explosión e incendio en el río Mississipi, al norte de Memphis. De las 2300 personas que iban a bordo, murieron más de 1730. Posteriormente, en los hospitales fallecieron otras 300 debido a las heridas y quemaduras. El buque estaba habilitado para 376 personas.
- MV Bukoba. Transbordador que, el 21 de mayo de 1996, se hundió en el lago Victoria (Tanzania), provocando la muerte de más de 600 personas.

### Por razones de diferente índole, pero que se han convertido en naufragios famosos

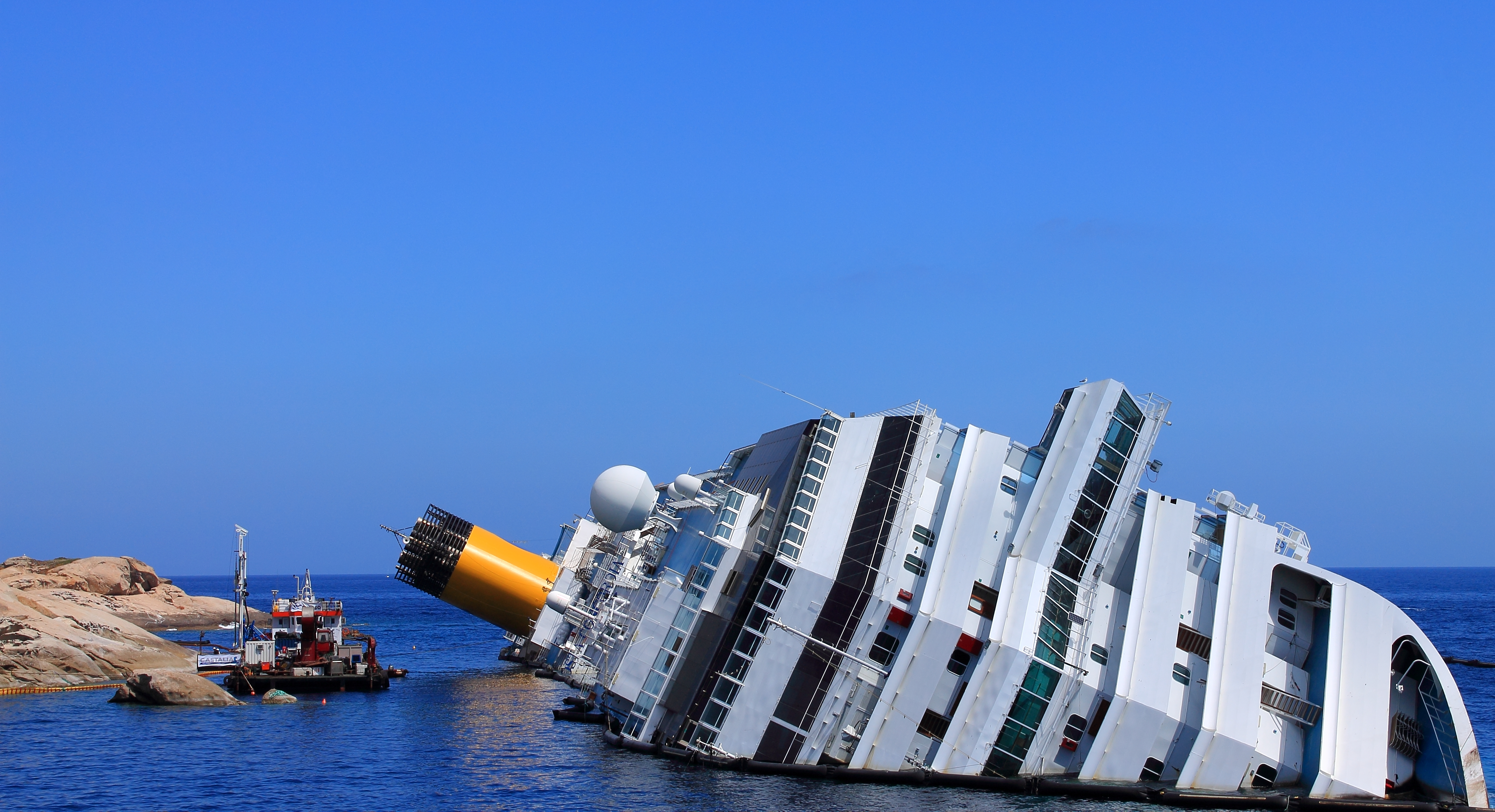
Vista del crucero italiano Costa Concordia tras su naufragio en 2012.

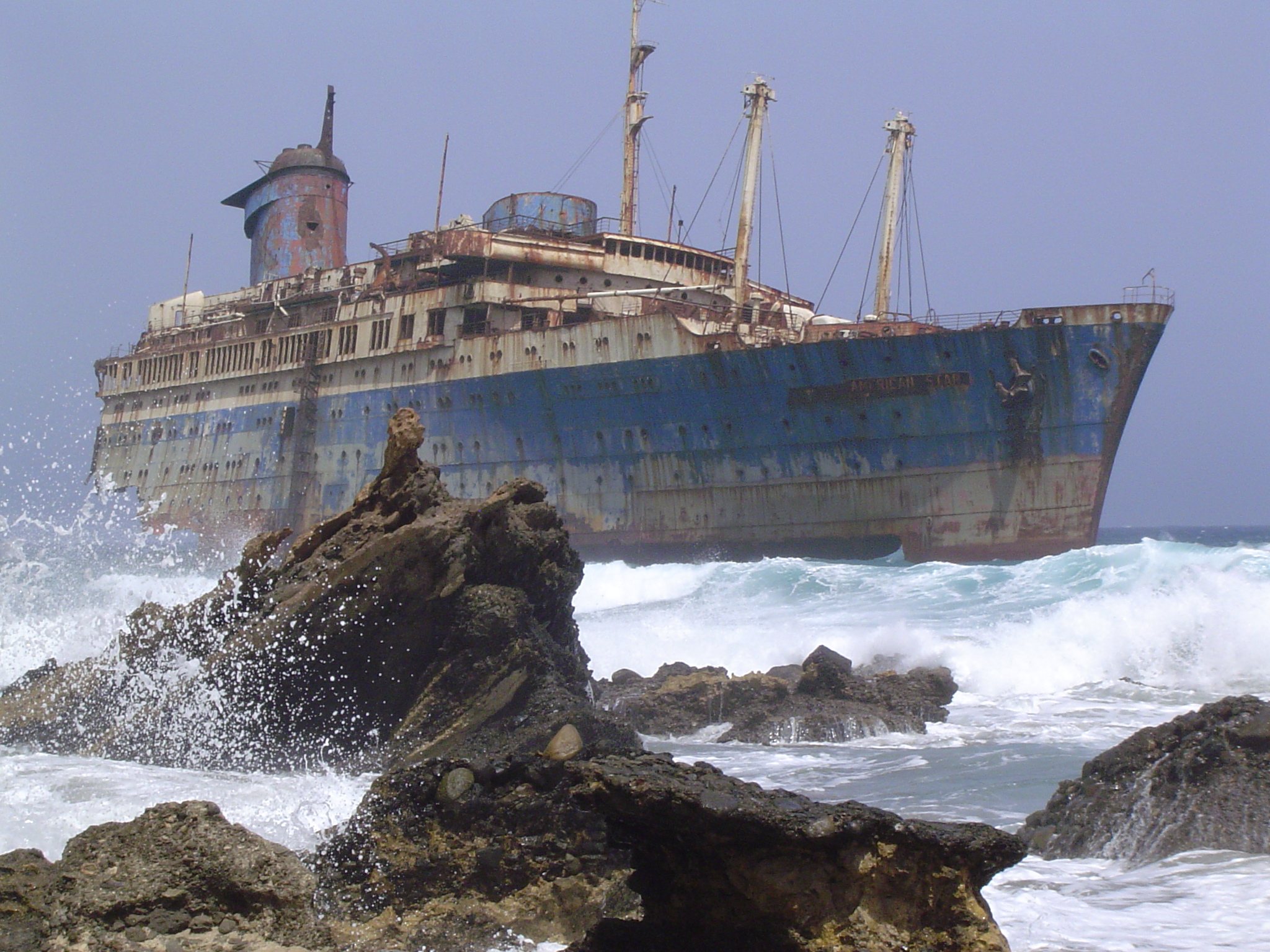
Restos en 2004 del SS America en las costas de Canarias diez años después de su accidente.

- Costa Concordia, crucero de la clase Concordia propiedad de Costa Crociere. El viernes 13 de enero de 2012 encalló en las aguas de la Isla del Giglio, Italia, dando lugar a la evacuación de más de 4200 personas a bordo y dejando 32 muertos.
- Velero Grovesnur, de la Compañía Británica de las Indias Orientales, en la punta Sur de África a causa de un ciclón el 4 de agosto de 1782. Llevaba el famoso trono índico de pavo reales de Delhi, de oro macizo.[4]
- El naufragio de la Santa María en el primer viaje de Cristóbal Colón al continente americano, el 25 de diciembre de 1492. Fue un naufragio intencional, porque la nave había encallado, y con sus restos se construyó el primer asentamiento español en el Caribe, el Fuerte Navidad.
- Rainbow Warrior, buque insignia de Greenpeace, 10 de julio de 1985, 1 muerto.
- Prestige, petrolero bahamés, 19 de noviembre de 2002, sin muertos.
- Sea Diamond, crucero de la naviera Louis Cruisses, frente a la isla griega de Santorini, 5 de abril de 2007, 2 muertos.
- HMS Serpent, crucero de tercera clase de la Royal Navy que naufragó frente a la costa de Galicia el 10 de noviembre de 1890, causando 172 víctimas y solo 3 supervivientes. Cuando la Royal Navy supo que los tres únicos supervivientes del Serpent llevaban puesto el chaleco salvavidas, generalizó su uso en el resto de barcos.
- TN Andrea Doria, trasatlántico italiano que se hundió frente a las costas de Terranova, después de colisionar con el transatlántico de bandera sueca MV Stockholm, la noche del 25 de julio de 1956, con la pérdida de 51 vidas: 46 del Andrea Doria y 5 del MS Stockholm.
- Méduse, fragata francesa que, en el año 1816 encalló frente a las costas de Mauritania. De los 150 tripulantes, unos 147 quedaron a la deriva en una balsa (la balsa de la Medusa). Trece días después, solo unos 15 sobrevivieron tras la sed, hambre, crueles matanzas incluso casos de antropofagia entre ellos.
- USS Maine (ACR-1), acorazado de segunda clase estadounidense, voló por los aires el 15 de febrero de 1898 en el puerto de La Habana, con 261 muertos y 94 supervivientes. Fue la justificación para la declaración de guerra de los Estados Unidos a España en 1898.
- MTS Oceanos crucero hundido en 1991.

## Naufragios de otras estructuras

La plataforma petrolífera Deepwater Horizon después de su explosión.

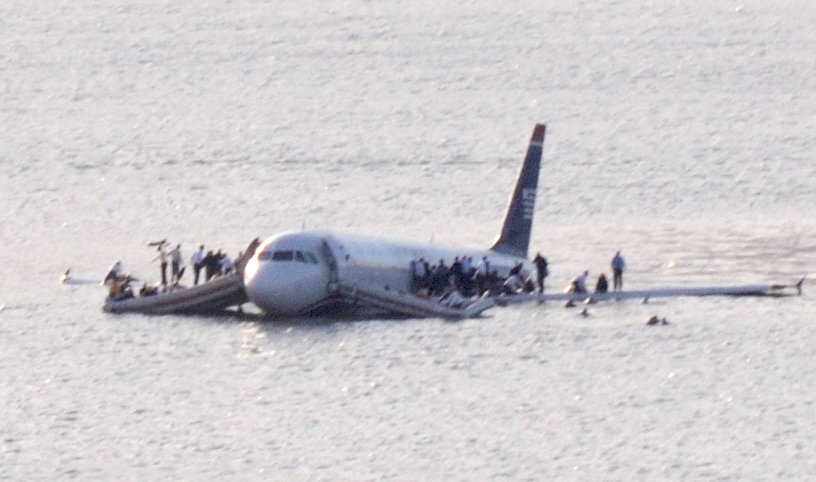
Amerizaje del vuelo 1549 de US Airways en el río Hudson.

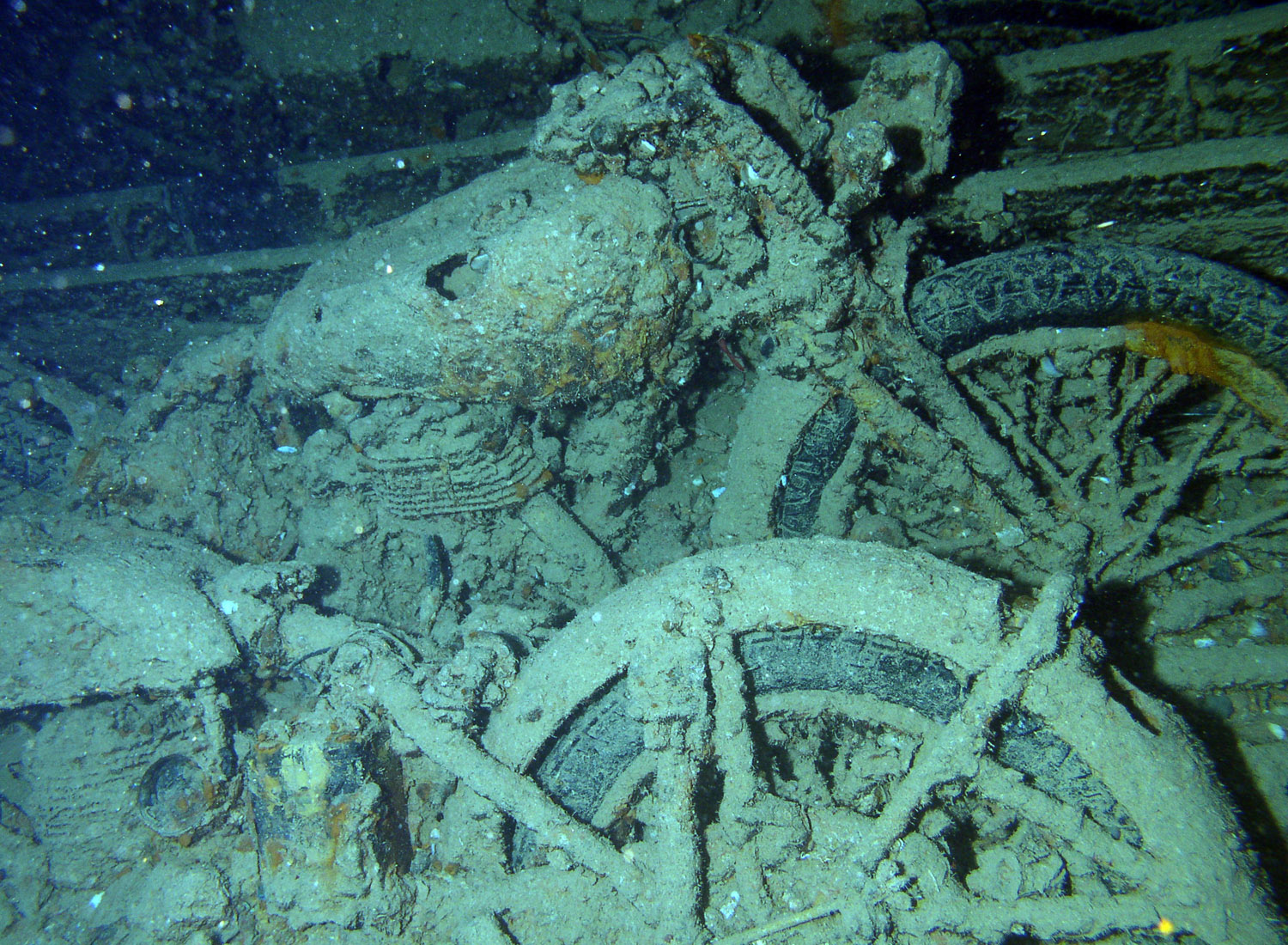
Motocicletas en una de las bodegas de carga del pecio SS Thistlegorm.

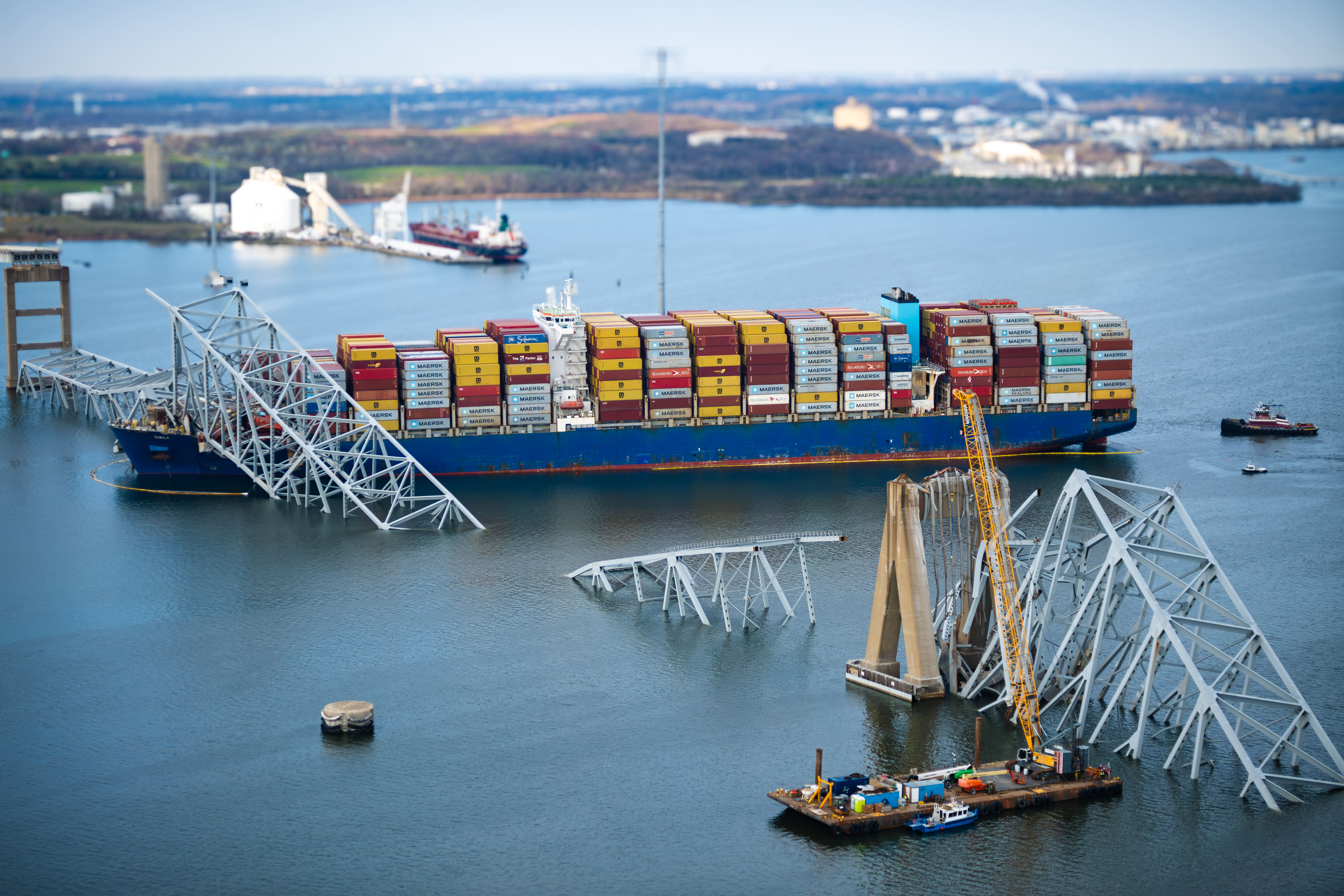
MV Dali. En ocasiones, los buque portacontenedores que sufren un accidente por un golpe de viento, colisión, olas o una vía de agua, pierden parte de su carga.

### Plataformas petrolíferas
- Piper Alpha, plataforma petrolífera situada en el mar del Norte. Estalló el 6 de julio de 1988, 167 muertos.
- Alexander L. Kielland: volcó y se hundió el 27 de marzo de 1980, 123 muertos.
- Ocean Ranger: se hundió por una tormenta el 15 de febrero de 1982, 84 muertos.
- Mumbai High North: el 27 de julio de 2005 un buque de apoyo chocó contra ella y se hundieron los dos, 22 muertos.
- P-36, plataforma petrolífera de Petrobras situada en las aguas de Brasil. Sufrió una serie de explosiones el 15 de marzo de 2001 y el 20 del mismo mes se hundió. En aquel momento era la plataforma petrolera más grande del mundo. Murieron 11 personas.
- Deepwater Horizon, plataforma petrolífera situada en el Golfo de México. Se incendió y dos días después, el 22 de abril de 2010, se hundió. Murieron 11 personas y provocó el mayor vertido de petróleo de la historia.
- Aban Pearl: se hundió el 13 de mayo de 2010 después de que el agua entró en un pontón submarino, sin víctimas mortales.

### Submarinos
- K-141 Kursk, submarino nuclear ruso. Perdido el 12 de agosto de 2000 con toda su tripulación, 118 muertos.
- ARA San Juan (S-42), Submarino Diesel Eléctrico clase TR 1700 de la Armada Argentina. Desapareció el 15 de noviembre de 2017 durante un patrullaje de rutina en el Atlántico Sur. Fue localizado un año después a 250 millas náuticas del Golfo de San Jorge por el barco Seabed Constructor de la empresa Ocean Infinity. Murieron 44 tripulantes.
- K-278, submarino nuclear ruso. Perdido el 7 de abril de 1989, 41 muertos.
- K-8, submarino nuclear ruso. Perdido el 12 de abril de 1970 en el golfo de Vizcaya. Murieron 52 tripulantes.
- USS Scorpion, submarino nuclear estadounidense. Perdido el 22 de mayo de 1968, 99 muertos.
- K-129, submarino nuclear soviético. Perdido el 8 de marzo de 1968, 83 muertos. En 1974 la armada estadounidense, en una operación secreta denominada proyecto Azorian, recuperó parte de los restos.
- USS Thresher, submarino nuclear estadounidense. Perdido el 10 de abril de 1963, 129 muertos. Fue el primer submarino nuclear siniestrado en el mar.
- BAP Pacocha (SS-48), submarino peruano. Perdido por colisión el 26 de agosto de 1988, 8 muertos.

### Aeronaves
En ocasiones algunas aeronaves, principalmente aviones, se estrellan en el mar. Esto puede deberse a varios motivos; un accidente de aviación civil en pleno océano como el vuelo 447 de Air France o un fallo de un hidroavión en el momento de intentar amerizar. En el caso de la aviación militar hay muchos motivos, el más típico un derribo en una guerra pero también otros menos obvios, por ejemplo en la Segunda Guerra Mundial, en el escenario de la guerra del Pacífico entre japoneses y estadounidenses a menudo cazas intactos que regresaban a su portaaviones después de un ataque naufragaban en el mar debido a que su portaaviones había sido hundido previamente por el enemigo.

### Vehículos
En ocasiones los vehículos acaban en el mar debido a que se pierden como parte de la carga de una nave o aeronave, también se arrojan intencionadamente para crear arrecifes, vehículos militares para evitar que sean capturados por los enemigos en una guerra o son arrastrados por las olas, especialmente en los tsunamis.

### Contenedores
Es habitual que debido a la gran cantidad de contenedores y otros recipientes que son transportados por buques cargueros (como los barcos portacontenedores) todos los días durante el año debido a la mala sujeción, olas, golpes de viento, colisiones, se pierdan algunos de ellos y acaben en el fondo marino. Es el caso del naufragio de los patitos de goma en 1992, en el que una embarcación que trasladaba diversos cargamentos perdió uno de estos contenedores y se abrió lanzando al mar 29 000 juguetes plásticos para bañeras, en su mayoría patos. Las corrientes oceánicas llevaron estos juguetes a playas de todo el mundo.

## Los naufragios en el arte

### Literatura
El tópico del naufragio y de la supervivencia de los náufragos tiene una presencia prominente en la literatura, tanto en descripciones de sucesos reales como en narraciones imaginarias. Algunos ejemplos famosos son:
- La Odisea (siglo VIII a. C.), poema épico de Homero.
- Naufragios (1542, 1555), relato autobiográfico de Alvar Núñez Cabeza de Vaca.
- La tempestad (1611), tragedia de William Shakespeare.
- Robinson Crusoe (1719), novela inglesa de Daniel Defoe.
- Relato de un náufrago (1970), novela de Gabriel García Márquez.

### Pintura
Los naufragios han inspirado a multitud de artistas, bien sea por el valor simbólico del hundimiento de un barco, bien por la angustiosa situación que puede suponer para la tripulación. Es un motivo especialmente recurrente en el Romanticismo pictórico del siglo XIX. Así, entre las obras más destacadas del periodo, se encuentran La Balsa de la Medusa de Géricault, el Naufragio de J. M. W. Turner, o El mar helado de Caspar David Friedrich. Cada uno de estos autores hace especial hincapié en los distintos aspectos del naufragio, de manera que la La Balsa de la Medusa refleja la situación subjetiva del náufrago, el Naufragio de Turner se centra en el caos y destrucción del momento de hundimiento, y El mar helado de Friedrich muestra el poder de la naturaleza sobre las obras humanas.

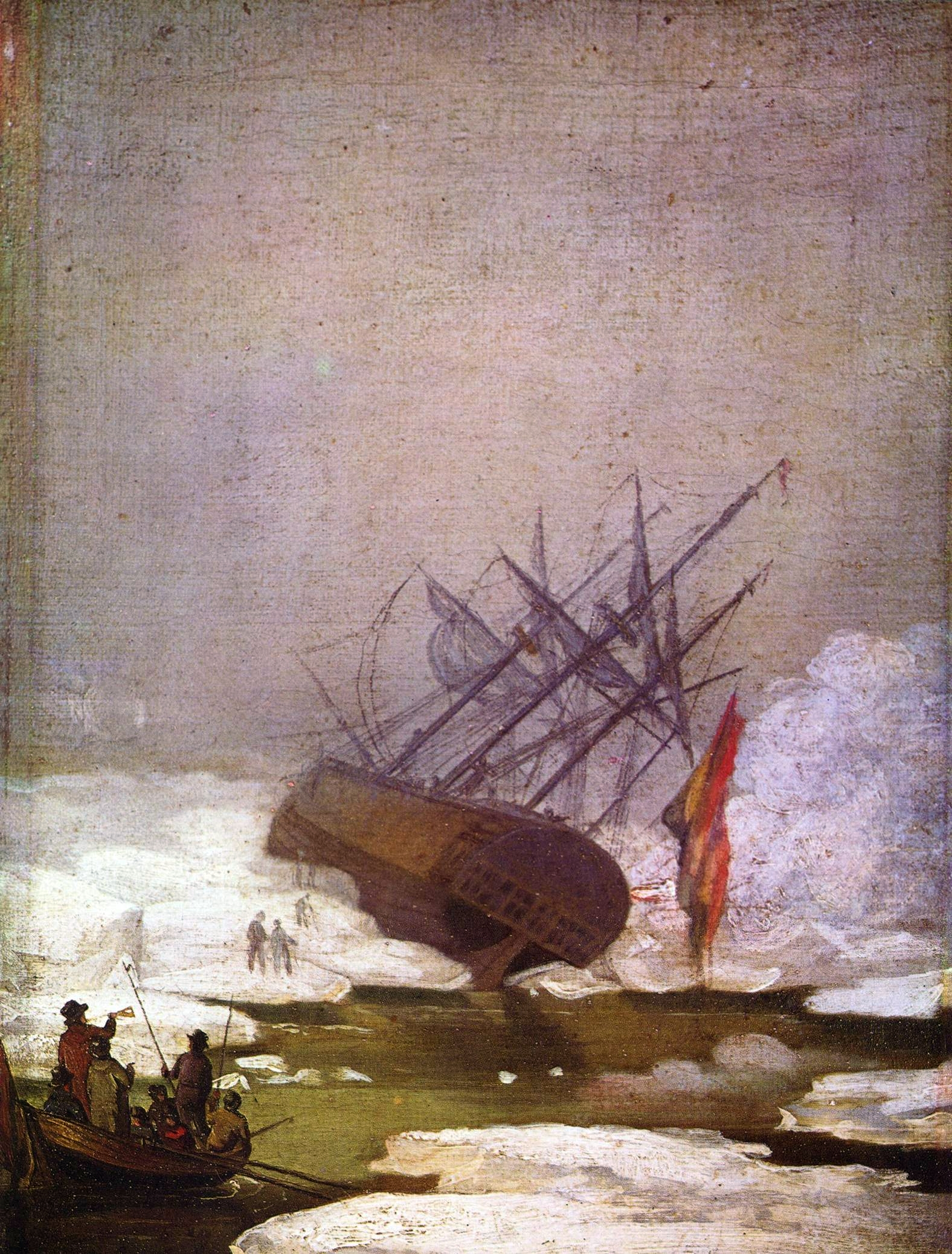
El mar helado o naufragio del Esperanza, Friedrich, 1824.
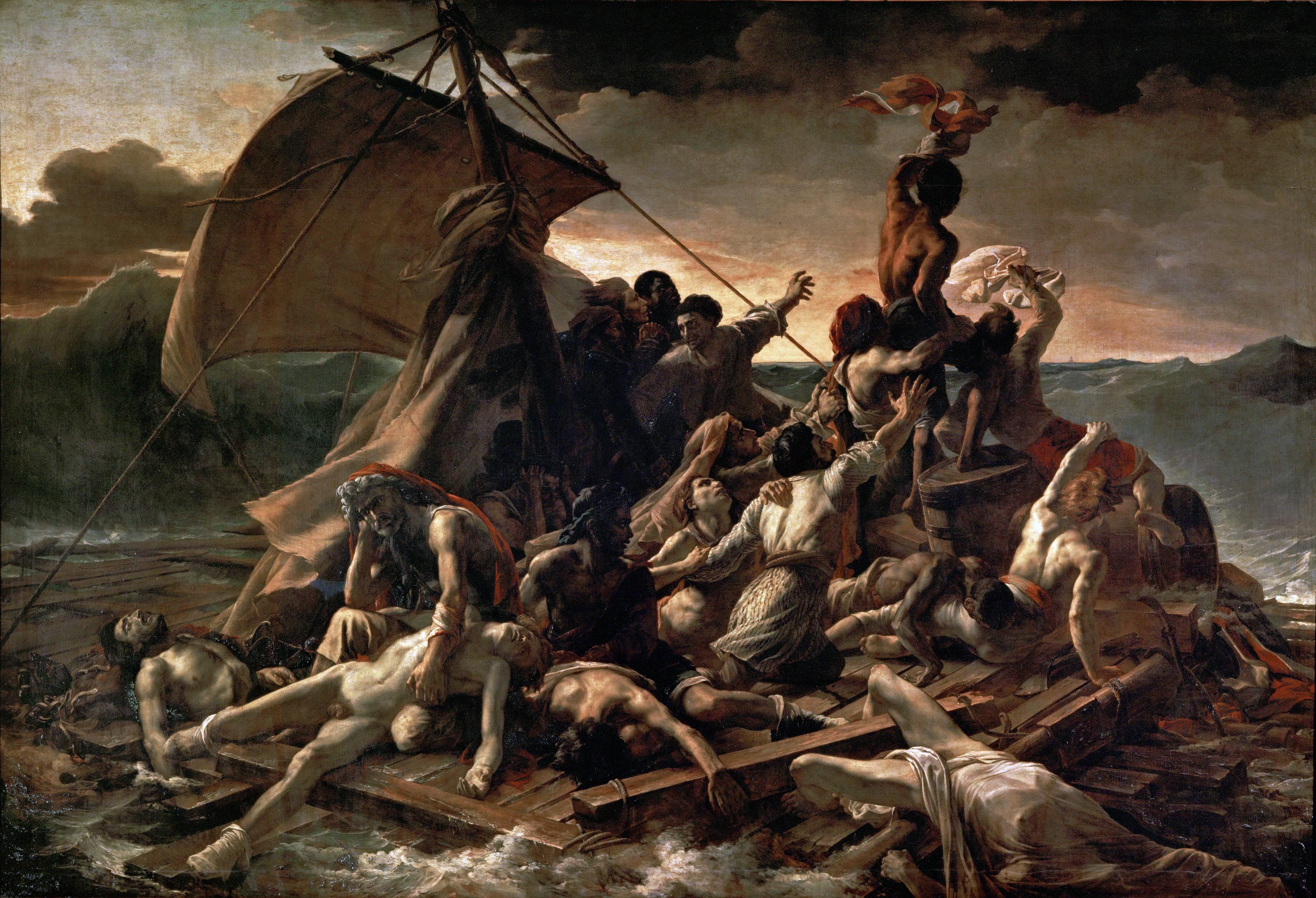
La balsa de la Medusa, Géricault, 1819.
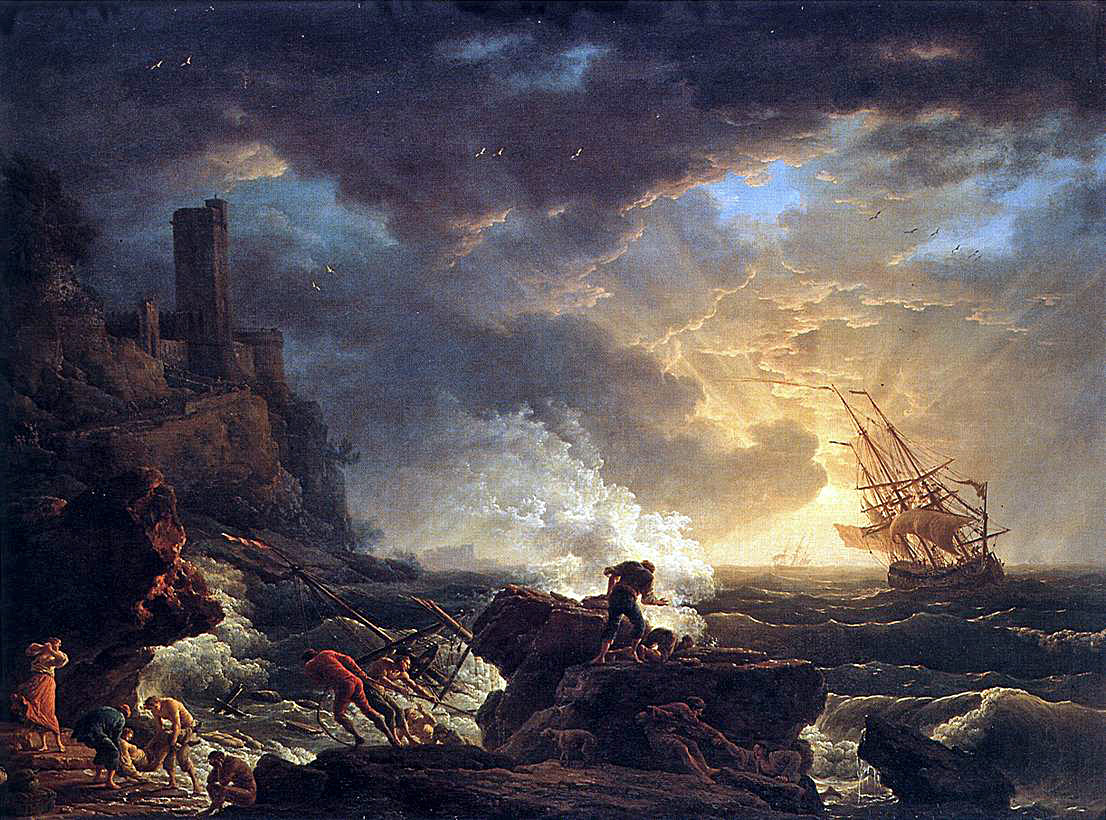
Naufragio, Vernet, 1759.
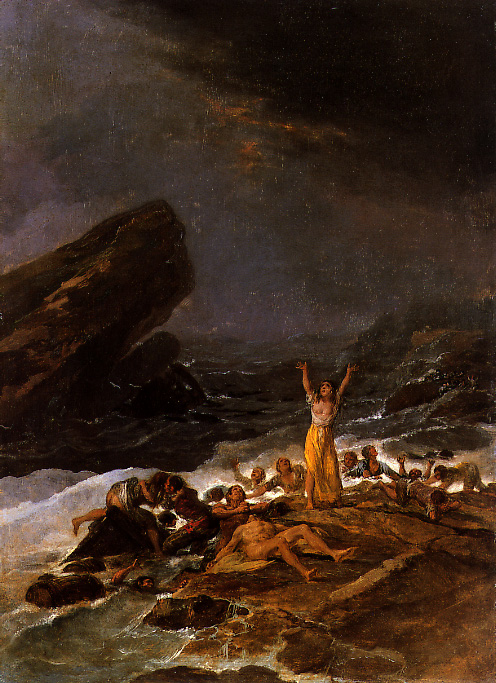
Naufragio, Goya, 1794.
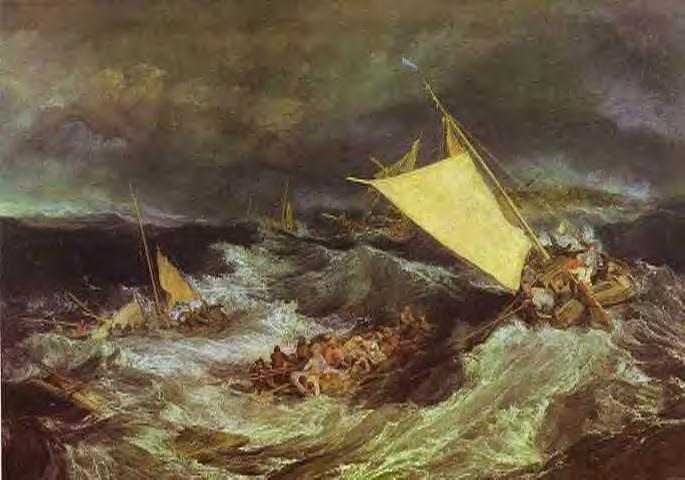
Naufragio, J. M. W. Turner, 1805.
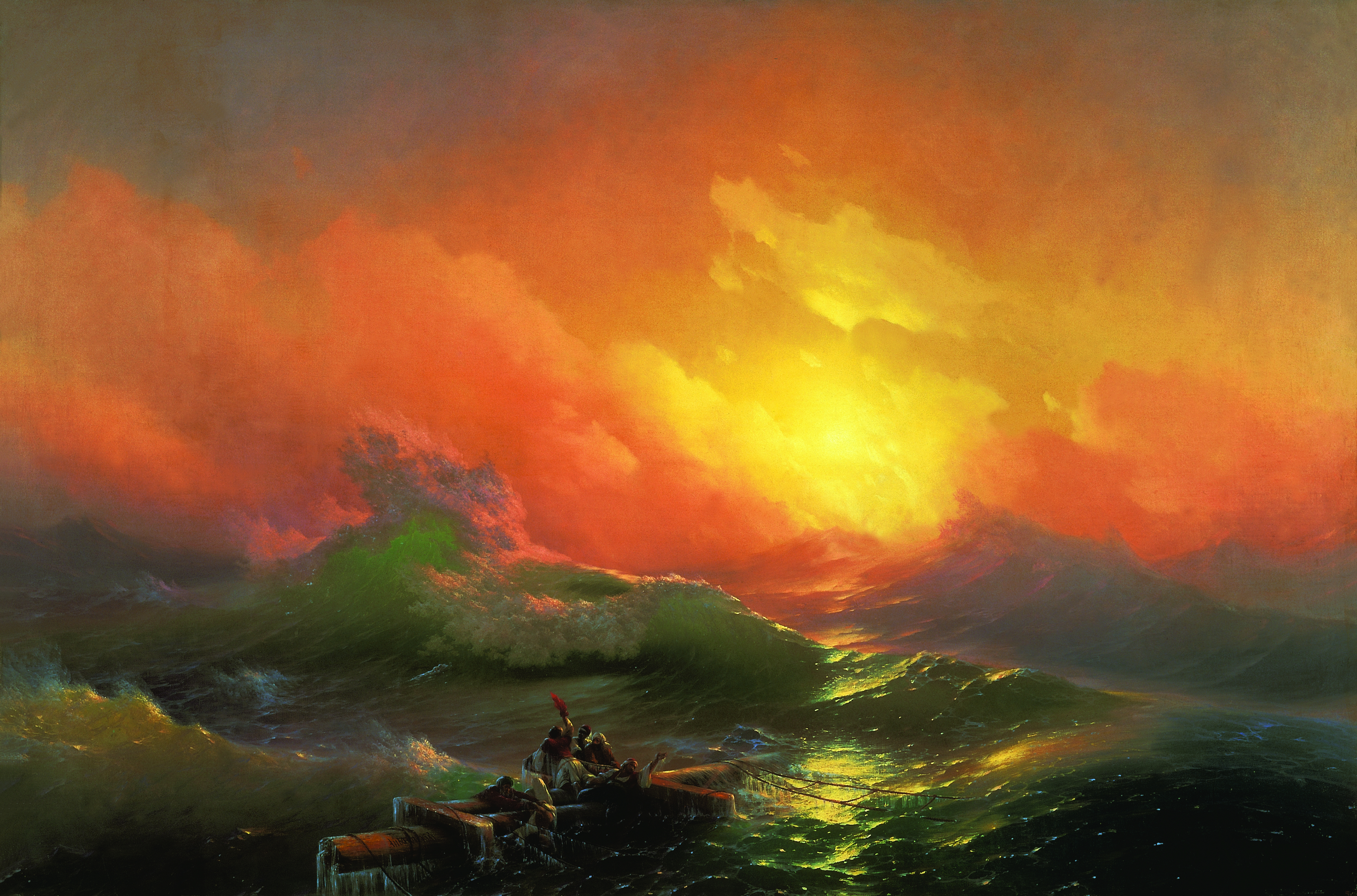
La novena ola, Iván Aivazovski, 1850
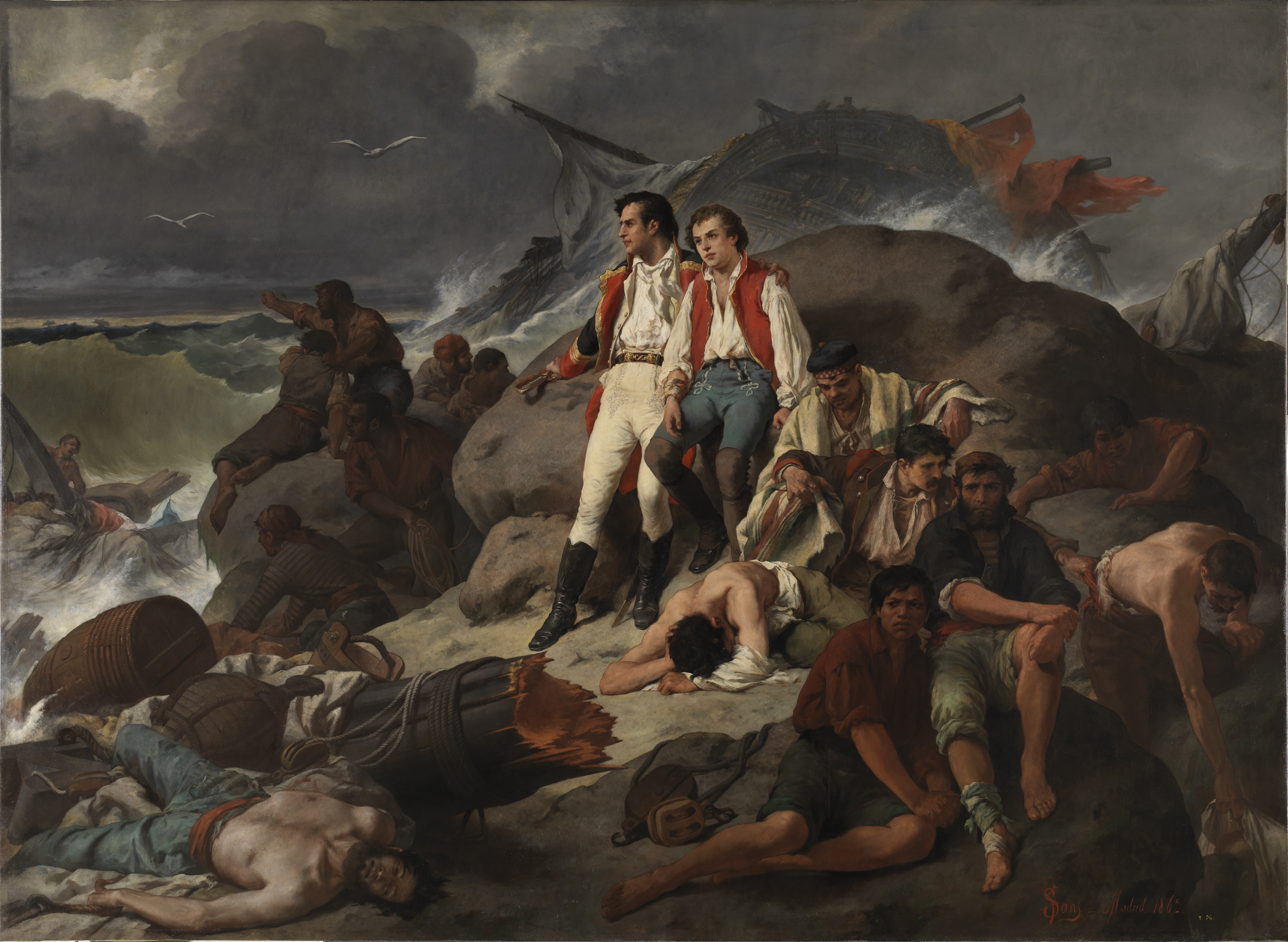
Episodio de la batalla de Trafalgar o Náufragos de Trafalgar, Francisco Sans y Cabot, 1862.